# Points of the Compass
Points of the Compass is het vierde studioalbum van de band Peru, in 1986 eerst uitgebracht onder het platenlabel CNR Records en daarna onder Red Bullet. Het album is door Peter Kommers, Rob Papen en Ruud van Es geproduceerd en gecomponeerd, in samenwerking met Michiel van der Kuy (bekend van Laser Dance en L.A. Style). In hetzelfde jaar verscheen het ook op cd, maar er staat op de voorkant geen Compass.

## Tracklist

### Lp
Kant A:
1. Points of the Compass - 7:48
2. West Mountain - 6:05
3. China Town - 4:00

Kant B:
1. Black Desert - 5:00
2. Northern Lights - 4:58
3. East Mountain - 6:06

### Cd
1. Points of the Compass - 7:48
2. West Mountain - 6:05
3. China Town - 4:00
4. Black Desert - 5:00
5. Northern Lights - 4:58
6. East Mountain - 6:06

## Instrumenten
1. Roland Jupiter 8
2. Roland Jupiter 4
3. Roland SH 101
4. Roland Juno 60
5. Roland JX-3P
6. Emulator 2
7. Simmons Drums
8. Linn drumcomputer
9. Roland SDE-2000 galm
10. Yamaha RX-8 galm
11. Roland digitaal 2000 delay